# Ante Bakotić
Ante Bakotić (Sinj, 14. lipnja 1921. – blizina Koncentracijskog logora Jasenovac, 22. travnja 1945.), bio je hrvatski komunist, vođa proboja iz Jasenovca na kraju Drugog svjetskog rata.

## Životopis
Ante Bakotić rođen je u Sinju, 14. lipnja 1921. godine kao četvrto dijete šesteročlane obitelji. Osnovnu školu završio je u rodnome Sinju, gdje je upisao i gimnaziju, koju je, iz nepoznatih razloga prekinuo te je počeo s izučavanjem stolarskog zanata. Zbog loših uvjeta rada i maltretiranja majstora, napustio je naukovanje i prijavio se na natječaj vojno-tehničke škole u Kruševu, u Srbiji, koju je završio. Nakon završetka školovanja odlazi u Sarajevo i zapošljava se u vojnoj industriji. Član KPJ postao je 1939. godine.
U proljeće 1942. godine s grupom partizana uhvaćen je u dolini Neretve i deportiran u Koncentracijski logor Jasenovac. Ubrajao se u zatočenike s dugim zatočeničkim stažom. U logoru je, do kraja rujna 1944. godine, djelovala Partijska organizacija na čelu s kasnije proglašenim narodnim herojem Jugoslavije Milom Boškovićem koja je već tada radila na pripremama proboja zatočenika. Rad organizacije je otkriven, a 21. rujna 1944. godine ubijeni su gotovo svi njeni članovi. Od tada se preostali komunisti u logoru nastoje ponovno organizirati. Ante Bakotić pojavljuje se kao čelni čovjek logorske Partijske organizacije koja nastavlja djelovati te obnavlja rad koji kulminira u proljeće 1945. godine. Jasenovački zatočenici izvršili su proboj samooslobađanjem 22. travnja 1945. godine, pred sam završetak Drugoga svjetskog rata. Brojno stanje zatočenih muškaraca, u noći s 21. na 22. travnja, iznosilo je 1.073 zatočenika. Te su noći odlučili kako će ujutro, 22. travnja, oko 10 sati, krenuti u juriš. Prilikom dogovora o početku proboja najistaknutiju ulogu igrao je upravo Ante Bakotić, tajnik logorske Partijske organizacije Logora 3 Ciglana u Jasenovcu, koji je povikom 'Naprijed drugovi' označio početak juriša.
Ante Bakotić nije preživio proboj logoraša iz Jasenovca. Poginuo je u blizini istočnog ulaza u logor. Njegovu smrt opisuju dvojica zatočenika u svojim sjećanjima.

 
Čedomil Huber: 
»Kada smo izišli kroz kapiju, smrtno je pokošen Ante. Zastao sam da mu pomognem. Naredio mi je da idem naprijed i da netko mora ostati živ. Posljednjom snagom, vidio sam, odvukao se do obale rijeke Save i u njenim valovima se izgubio.«

Mile Ristić: 
»Sjećam se da sam vidio Antu Bakotića kako ide po cesti korakom, a pluća mu se nadimaju kao kovački mjehovi. Pozvao sam ga da siđe k meni i da ide ovim mrtvim uglom. On je samo odmahnuo rukom i nije pošao dolje. Tako ga je pogodio metak i on se srušio u Savu.«

## Spomen
- 31. listopada 2009. godine, tadašnji predsjednik RH Stjepan Mesić, otkrio je spomen-ploču na pročelju rodne kuće Ante Bakotića, koja se nalazi na Pijaci, na križanju Trga kralja Tomislava i Ulice Put Petrovca, na istom mjestu s kojega je sredinom 1990-ih godina, zbog obnavljanja pročelja, skinuta i oštećena prvotna ploča, koja je pohranjena u Muzeju Cetinske krajine.[1]
- Njegovim imenom nazvano je priznanje koje je Javna ustanova Spomen-područje Jasenovac 12. svibnja 2013. godine, na 68. godišnjicu proboja, dodijelila živućim sudionicima proboja. Isto priznanje je posmrtno dodijeljeno i svim ostalim zatočenicima koncentracijskog logora Jasenovac koji su preživjeli proboj dok je Ivo Josipović odlikovao Redom Stjepana Radića trojicu živućih sudionika proboja, Ješuu Abinuna, Iliju Ivanovića i Bazila Zukola.[2]

## Oskvrnuće spomen-ploče
Tijekom noći s 23. na 24. veljače 2013. godine nepoznati vandal ili više njih pokušali su skinuti spomen-ploču s pročelja i prigodom tog vandalskog čina ploča je djelomično oštećena. Spomen ploča vraćena je sutradan, 25. veljače 2013. godine.